# Nedre Trollselet
Nedre Trollselet är en sjö i Arvidsjaurs kommun i Lappland och ingår i Piteälvens huvudavrinningsområde. Sjön har en area på 0,252 kvadratkilometer och ligger 331,2 meter över havet. Nedre Trollselet ligger i Piteälven Natura 2000-område. Sjön avvattnas av vattendraget Piteälven.

## Delavrinningsområde
Nedre Trollselet ingår i det delavrinningsområde (732668-165969) som SMHI kallar för Ovan VDRID = Anna-Lisabäcken i Piteälvens vattend*. Medelhöjden är 344 meter över havet och ytan är 23,57 kvadratkilometer. Räknas de 360 avrinningsområdena uppströms in blir den ackumulerade arean 5 179,57 kvadratkilometer. Avrinningsområdets utflöde Piteälven mynnar i havet. Avrinningsområdet består mestadels av skog (86 procent). Avrinningsområdet har 2,13 kvadratkilometer vattenytor vilket ger det en sjöprocent på 9 procent.